# Harry Haddock
Henry "Harry" Haddock (Glasgow, 28 de julho de 1925 - 18 de dezembro de 1998) foi um futebolista escocês que atuava como defensor.

## Carreira
Harry Haddock fez parte do elenco da Seleção Escocesa de Futebol, na Copa do Mundo de 1958.